# فرودگاه کورلیه
فرودگاه کورلیه (به انگلیسی: Corlier Aerodrome) (به زبان بومی: Aérodrome de Corlier) یک فرودگاه همگانی است که یک باند فرود چمن دارد و طول باند آن ۳۵۰ متر است. این فرودگاه در کشور فرانسه قرار دارد و در ارتفاع ۸۴۲ متری از سطح دریا واقع شده‌است.